# Péninsule du Québec-Labrador
Pour les articles homonymes, voir Labrador (homonymie).
La péninsule du Québec-Labrador, aussi connue sous le nom péninsule du Labrador, est une péninsule du Canada couvrant administrativement la majeure partie du Nord du Québec (Saguenay–Lac-Saint-Jean, Côte-Nord et Nord-du-Québec) ainsi que le Labrador, une région constituant la majorité de la superficie de Terre-Neuve-et-Labrador.

## Géographie
La péninsule du Québec-Labrador est située dans l'Est du Canada. Elle est baignée par la baie James et la baie d'Hudson à l'ouest, le détroit d'Hudson et la baie d'Ungava au nord faisant partie de l'océan Arctique ainsi que la mer du Labrador au nord-est, le détroit de Belle-Isle, le golfe du Saint-Laurent et l'estuaire du Saint-Laurent au sud qui font partie de l'océan Atlantique.

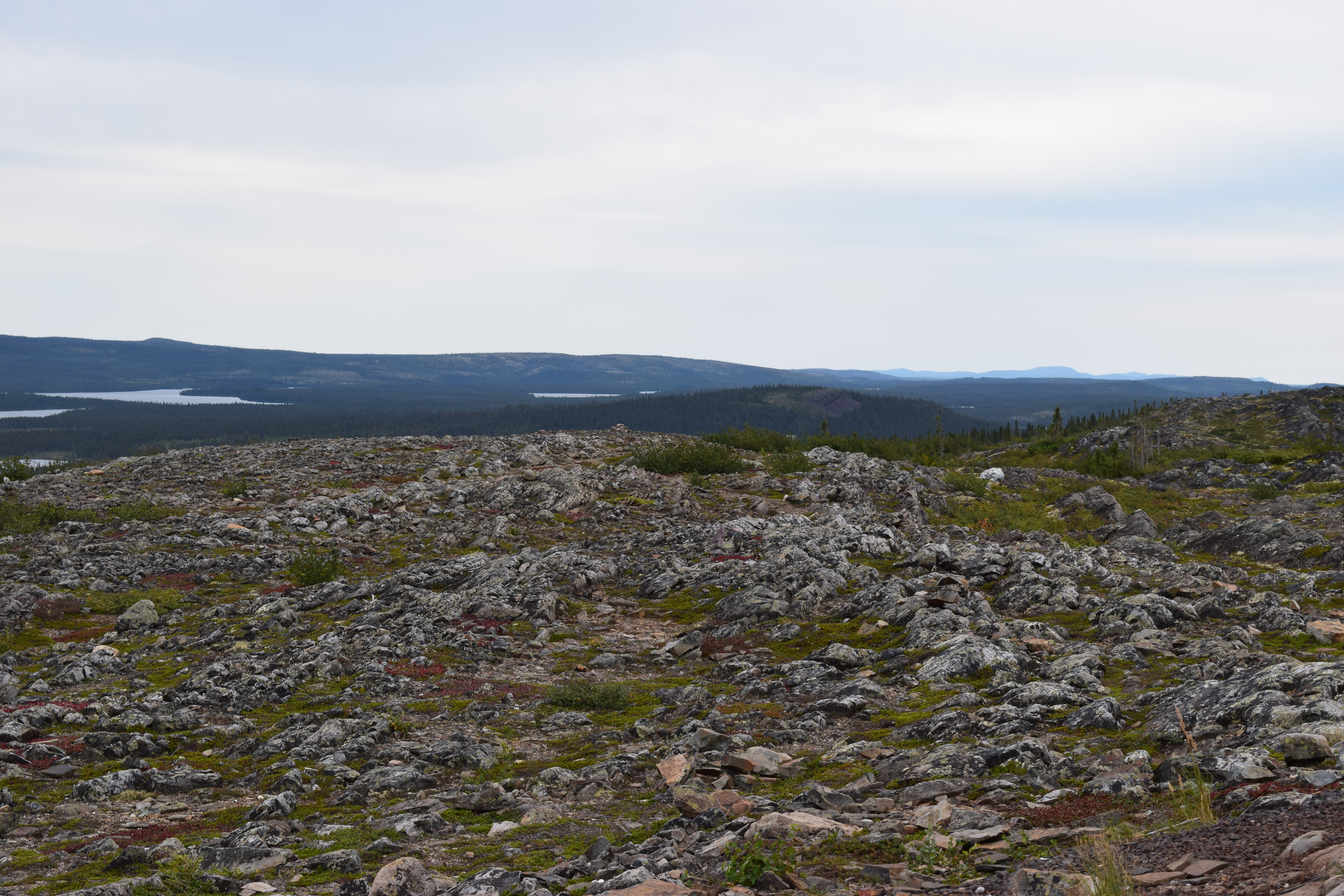
Affleurements de schistes caractéristiques de l'hinterland du Labrador (environs de Schefferville, été 2021).

Géologiquement, la péninsule du Labrador fait partie du bouclier canadien. Le mont d'Iberville, situé dans les monts Torngat qui parcourent la péninsule du nord au sud, constitue son point culminant avec 1 652 mètres d'altitude.

## Histoire
João Fernandes Lavrador, un navigateur portugais du XVe siècle, a exploré et cartographié vers 1498 les côtes du Groenland et de l'extrémité nord-est de l'Amérique du Nord. Le territoire du Labrador est vraisemblablement nommé en son honneur par déformation de son nom.